# Blue Star Acid

Si crede che il logo dei Dallas Cowboys fosse una delle forme più diffuse dei tatuaggi.

Il Blue Star Acid (conosciuto anche come Blue Star Tattoo) è una leggenda metropolitana particolarmente diffusa negli Stati Uniti a partire da dei volantini comparsi sulle pareti di molte scuole elementari e medie americane oppure distribuiti e fotocopiati per molte generazioni da famiglie o a dipendenti degli istituti. Sono diventati popolari anche su Internet, tramite alcuni siti web che li pubblicavano. Secondo tale mito, ai minori venivano regalati dei tatuaggi attacca-stacca impregnati di LSD fatti a forma di stella blu (molto simile a quella dei Dallas Cowboys) oppure raffiguranti personaggi di famosi cartoni animati, come Topolino e Bart Simpson al fine di "renderli dipendenti dalla droga", anche se l'LSD non provoca dipendenza.
Questa leggenda metropolitana è probabilmente originata dal fatto che una soluzione dell'LSD sarebbe stata sciolta in dei panni di carta assorbente che venivano poi venduti. I volantini che venivano dati elencavano una descrizione alquanto imprecisa degli effetti dell'LSD, un po' di attribuzioni (in genere ad un ospedale ben consigliato o ad un vagamente specificato "consigliere del presidente") e istruivano i genitori a contattare la polizia se si fossero imbattuti nei tatuaggi a stella blu.
Tuttavia, non sono mai emersi fuori casi di dipendenza di LSD fra i bambini, anche perché l'LSD non causa dipendenza ed è impossibile che una sola assunzione di un qualsiasi tipo di droga possa rendere dipendenti dalla stessa.
La leggenda persiste almeno fino dagli anni settanta anche in Brasile, Messico, Portogallo e Regno Unito, dove sia negli anni ottanta e novanta circolarono altri volantini in cui venivano indicati anche altri tipi di tatuaggi.